# Tekniska museet
Tekniska museet, das Technische Museum, ist ein Museum in Stockholm mit Schwedens größter Sammlung von Ausstellungsstücken aus den Bereichen Naturwissenschaft und Technik.

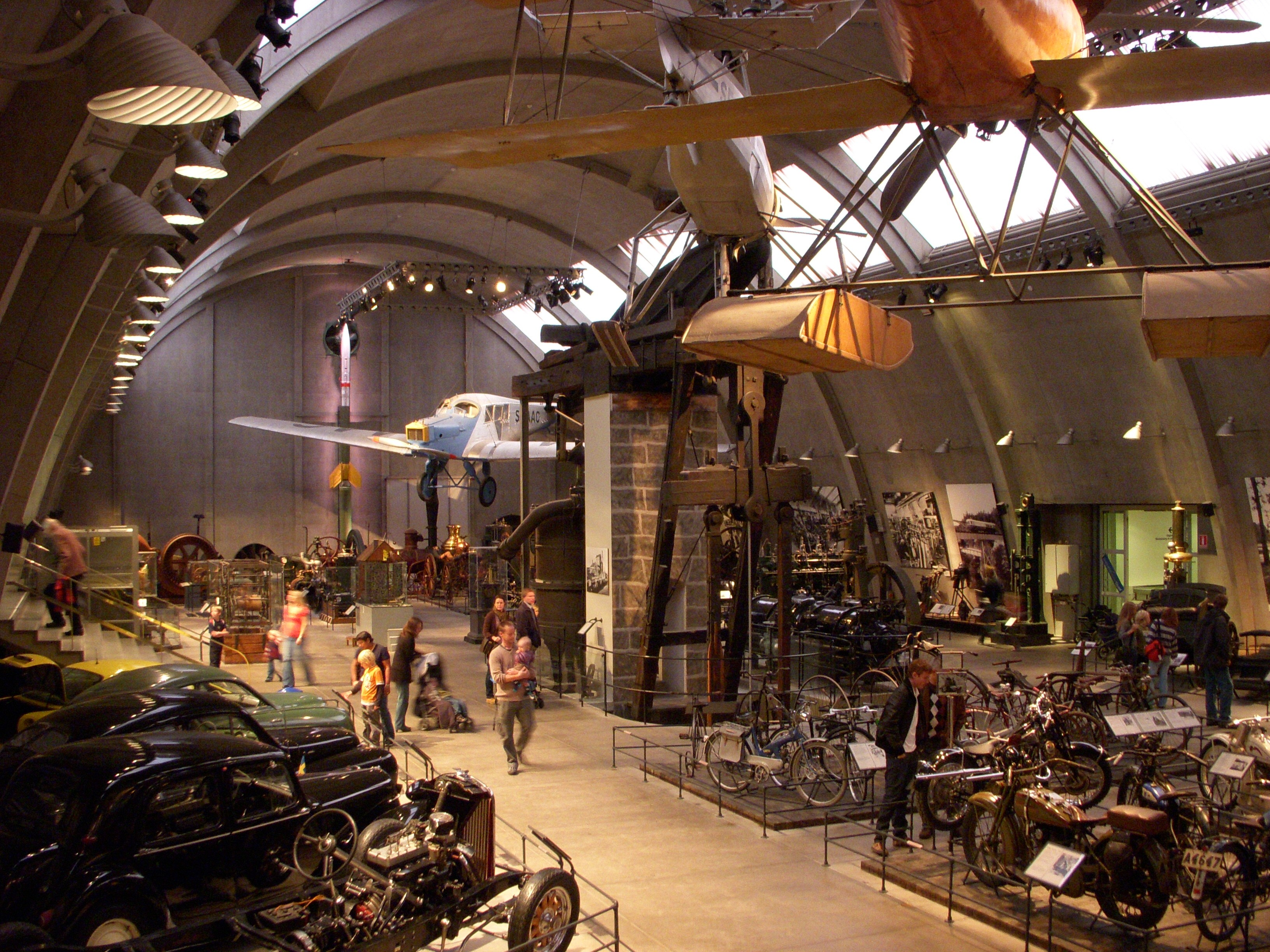
Die Maschinenhalle

Das Museum wurde 1923 von Ingenjörsvetenskapsakademien (IVA), Sveriges Industriförbund, Svenska Uppfinnareföreningen (SUF) und Svenska Teknologföreningen gegründet und ist seit 1948 eine Stiftung. Das heutige Gebäude im Stadtteil Gärdet (Bezirk Östermalm) in Stockholm wurde 1936 eröffnet, es ist im funktionalistischen Stil nach den Plänen des Architekten Ragnar Hjort erbaut worden. Tekniska museet verfügt über eine Ausstellungsfläche von 10.000 m² und hat etwa 55.000 Gegenstände in seinen Sammlungen. Die Besucheranzahl belief sich im Jahr 2007 auf 305.746 Personen.
Das Herzstück ist die große Maschinenhalle, hier werden Ausstellungsstücke wie Dampfmaschinen, Automobile und Flugzeuge gezeigt.
Weiterhin gibt es:
- eine begehbare Erzgrube,
- eine Modelleisenbahn,
- einige von Christopher Polhems Erfindungen, der ein nach ihm benanntes wassergetriebenes Antriebssystem zur Entwässerung von Erzgruben, das sogenannte Polhemsrad entwickelte,
- das Original des Vorstandszimmers des Erfinders und Gründers des heutigen Medienunternehmens Ericsson, Lars Magnus Ericsson,
- zwischen 2006 und 2014 Kreativa kvinnor, eine Präsentation weiblicher Erfinder von heute und früher,
- eine aktive Amateurfunkstelle, die von Ehrenamtlichen betreut wird und unter dem Rufzeichen SKØTM sendet.

Darüber hinaus werden zahlreiche zeitlich befristete Sonderausstellungen durchgeführt.